# 2024-es labdarúgó-Európa-bajnokság (selejtező – D csoport)
A 2024-es labdarúgó-Európa-bajnokság selejtezőjének D csoportjának mérkőzéseit tartalmazó lapja.
A csoportban öt válogatott Horvátország, Wales, Örményország, Törökország és Lettország szerepelt. A csapatok oda-visszavágós körmérkőzéses rendszerben mérkőztek egymással. Az első két helyezett kijutott az Európa-bajnokságra. A pótselejtező résztvevői a 2022–2023-as Nemzetek Ligájában elért eredmények alapján dőltek el.

## Tabella
| Hely. | Csapat       | M | Gy | D | V | G+ | G– | Gk  | P  | Továbbjutás                           |     | Törökország | Horvátország | Wales | Örményország | Lettország |
| ----- | ------------ | - | -- | - | - | -- | -- | --- | -- | ------------------------------------- | --- | ----------- | ------------ | ----- | ------------ | ---------- |
| 1.    | Törökország  | 8 | 5  | 2 | 1 | 14 | 7  | +7  | 17 | Kijutott a 2024-es Európa-bajnokságra |     | —           | 0–2          | 2–0   | 1–1          | 4–0        |
| 2.    | Horvátország | 8 | 5  | 1 | 2 | 13 | 4  | +9  | 16 | Kijutott a 2024-es Európa-bajnokságra |     | 0–1         | —            | 1–1   | 1–0          | 5–0        |
| 3.    | Wales        | 8 | 3  | 3 | 2 | 10 | 10 | 0   | 12 | Pótselejtezőre került                 |     | 1–1         | 2–1          | —     | 2–4          | 1–0        |
| 4.    | Örményország | 8 | 2  | 2 | 4 | 9  | 11 | −2  | 8  |                                       |     | 1–2         | 0–1          | 1–1   | —            | 2–1        |
| 5.    | Lettország   | 8 | 1  | 0 | 7 | 5  | 19 | −14 | 3  |                                       | 2–3 | 0–2         | 0–2          | 2–0   | —            |            |

## Mérkőzések
A csoportok sorsolását 2022. október 9-én tartották Frankfurtban. A menetrendet az UEFA október 10-én tette közzé. Az időpontok közép-európai idő szerint, zárójelben helyi idő szerint értendők.
| 2023. március 25. 18:00 (21:00 UTC+4) |

| Örményország      | 1–2               | Törökország              |
| ----------------- | ----------------- | ------------------------ |
| Kabak 10' (öngól) | (1–1) Jegyzőkönyv | Kökçü 34' Aktürkoğlu 64' |

| Vazgen Sargsyan Republican Stadium, Jereván Játékvezető: José María Sánchez Martínez (spanyol) |

| 2023. március 25. 20:45 |

| Horvátország | 1–1               | Wales           |
| ------------ | ----------------- | --------------- |
| Kramarić 28' | (1–0) Jegyzőkönyv | Broadhead 90+3' |

| Gradski stadion u Poljudu, Split Játékvezető: João Pinheiro (portugál) |

| 2023. március 28. 20:45 (21:45 UTC+3) |

| Törökország | 0–2               | Horvátország      |
| ----------- | ----------------- | ----------------- |
|             | (0–2) Jegyzőkönyv | Kovačić 20' 45+4' |

| Bursa Metropolitan Stadion, Bursa Játékvezető: Andreas Ekberg (svéd) |

| 2023. március 28. 20:45 (19:45 UTC+1) |

| Wales     | 1–0               | Lettország |
| --------- | ----------------- | ---------- |
| Moore 41' | (1–0) Jegyzőkönyv |            |

| Cardiff City Stadion, Cardiff Játékvezető: Giorgi Kruashvili (grúz) |

| 2023. június 16. 20:45 (21:45 UTC+3) |

| Lettország             | 2–3               | Törökország                          |
| ---------------------- | ----------------- | ------------------------------------ |
| Emsis 51' Tobers 90+4' | (0–1) Jegyzőkönyv | Bardakci 23' Ünder 61' Kahveci 90+5' |

| Skonto Stadium, Riga Játékvezető: Bognár Tamás (magyar) |

| 2023. június 16. 20:45 (19:45 UTC+1) |

| Wales                | 2–4               | Örményország                    |
| -------------------- | ----------------- | ------------------------------- |
| James 10' Wilson 72' | (1–2) Jegyzőkönyv | Zelarayán 19' 75' Ranos 30' 66' |

| Cardiff City Stadion, Cardiff Játékvezető: Georgi Kabakov (bolgár) |

| 2023. június 19. 18:00 (20:00 UTC+4) |

| Örményország                              | 2–1               | Lettország            |
| ----------------------------------------- | ----------------- | --------------------- |
| Tiknizyan 35' Barseghyan 90+1' (11-esből) | (1–0) Jegyzőkönyv | Mkrtchyan 67' (öngól) |

| Vazgen Sargsyan Republican Stadium, Jereván Játékvezető: Peter Kráľovič (szlovák) |

| 2023. június 19. 20:45 (21:45 UTC+3) |

| Törökország         | 2–0               | Wales |
| ------------------- | ----------------- | ----- |
| Nayir 72' Güler 80' | (0–0) Jegyzőkönyv |       |

| Samsun Stadium, Samsun Játékvezető: Fabio Maresca (olasz) |

| 2023. szeptember 8. 20:45 |

| Horvátország                                          | 5–0               | Lettország |
| ----------------------------------------------------- | ----------------- | ---------- |
| Petković 3' 44' Ivanušec 13' Kramarić 68' Pašalić 78' | (3–0) Jegyzőkönyv |            |

| Stadion Rujevica, Fiume Játékvezető: Philip Farrugia (máltai) |

| 2023. szeptember 8. 20:45 (21:45 UTC+3) |

| Törökország  | 1–1               | Örményország |
| ------------ | ----------------- | ------------ |
| Yıldırım 88' | (0–0) Jegyzőkönyv | Dashyan 49'  |

| Új Eskişehir Stadion, Eskişehir Játékvezető: Daniele Orsato (olasz) |

| 2023. szeptember 11. 18:00 (20:00 UTC+4) |

| Örményország | 0–1               | Horvátország |
| ------------ | ----------------- | ------------ |
|              | (0–1) Jegyzőkönyv | Kramarić 14' |

| Vazgen Sargsyan Köztársaság Stadion, Jereván Játékvezető: Clément Turpin (francia) |

| 2023. szeptember 11. 20:45 (21:45 UTC+3) |

| Lettország | 0–2               | Wales                              |
| ---------- | ----------------- | ---------------------------------- |
|            | (0–1) Jegyzőkönyv | Ramsey 29' (11-esből) Brooks 90+6' |

| Skonto Stadion, Riga Játékvezető: Michal Ocenáš (szlovák) |

| 2023. október 12. 18:00 (19:00 UTC+3) |

| Lettország                | 2–0               | Örményország |
| ------------------------- | ----------------- | ------------ |
| Ikaunieks 39' Balodis 68' | (1–0) Jegyzőkönyv |              |

| Skonto Stadion, Riga Játékvezető: Rade Obrenovič (szlovén) |

| 2023. október 12. 20:45 |

| Horvátország | 0–1               | Törökország |
| ------------ | ----------------- | ----------- |
|              | (0–1) Jegyzőkönyv | Yılmaz 30'  |

| Opus Arena, Eszék Játékvezető: Anthony Taylor (angol) |

| 2023. október 15. 20:45 (21:45 UTC+3) |

| Törökország                              | 4–0               | Lettország |
| ---------------------------------------- | ----------------- | ---------- |
| Akgün 58' Tosun 84' 90+2' Aktürkoğlu 88' | (0–0) Jegyzőkönyv |            |

| Konya Metropolitan Municipality Stadium, Konya Játékvezető: Enea Jorgji (albán) |

| 2023. október 15. 20:45 (19:45 UTC+1) |

| Wales          | 2–1               | Horvátország |
| -------------- | ----------------- | ------------ |
| Wilson 47' 60' | (0–0) Jegyzőkönyv | Pašalić 75'  |

| Cardiff City Stadion, Cardiff Játékvezető: Davide Massa (olasz) |

| 2023. november 18. 15:00 (18:00 UTC+4) |

| Örményország | 1–1               | Wales                   |
| ------------ | ----------------- | ----------------------- |
| Zelarayán 5' | (1–1) Jegyzőkönyv | Tiknizyan 45+2' (öngól) |

| Vazgen Sargsyan Republican Stadion, Jereván Játékvezető: Benoît Bastien (francia) |

| 2023. november 18. 18:00 (19:00 UTC+2) |

| Lettország | 0–2               | Horvátország          |
| ---------- | ----------------- | --------------------- |
|            | (0–2) Jegyzőkönyv | Majer 7' Kramarić 16' |

| Skonto Stadion, Riga Játékvezető: Urs Schnyder (svájci) |

| 2023. november 21. 20:45 |

| Horvátország | 1–0               | Örményország |
| ------------ | ----------------- | ------------ |
| Budimir 43'  | (1–0) Jegyzőkönyv |              |

| Maksimir Stadion, Zágráb Játékvezető: Ivan Kružliak (szlovák) |

| 2023. november 21. 20:45 (19:45 UTC±0) |

| Wales       | 1–1               | Törökország           |
| ----------- | ----------------- | --------------------- |
| Williams 7' | (1–0) Jegyzőkönyv | Yazıcı 70' (11-esből) |

| Cardiff City Stadion, Cardiff Játékvezető: Matej Jug (szlovén) |